# Вице-президент Российской Федерации
Вице-президент Российской Федерации (до 25 декабря 1991 года — вице-президент РСФСР) — одно из высших должностных лиц в Российской Федерации с 24 апреля 1991 года по 25 декабря 1993 года. Избирался как единая кандидатура с президентом на 5-летний срок. Вице-президентом мог быть избран гражданин России не моложе 35 и не старше 65 лет, обладающий избирательным правом. Он не мог являться народным депутатом и занимать другие должности в государственных и общественных органах, предпринимательских структурах.
Вице-президент России осуществлял по поручению президента отдельные его полномочия. В случае отстранения президента от должности или его смерти, отставки либо неспособности осуществлять полномочия и обязанности президента, таковые переходили к вице-президенту. В случае невозможности исполнения полномочий Президента Российской Федерации вице-президентом Российской Федерации они последовательно переходили к председателю Совета Министров — Правительства Российской Федерации, к председателю Верховного Совета Российской Федерации.
Должность была упразднена 25 декабря 1993 года в связи со вступлением в силу Конституции Российской Федерации, в которой не предусмотрена должность вице-президента Российской Федерации. После этого должность премьер-министра России стала второй по величине государственной должностью, и в случае недееспособности, смерти или отставки президента Председатель Правительства принимает на себя президентские полномочия в качестве исполняющего обязанности президента.

## Вице-президент России
- Александр Владимирович Руцкой (10 июля 1991 года — 25 декабря 1993 года).
- фактически вакантно (4 октября — 25 декабря 1993 года)[2].